# 도치기 SC

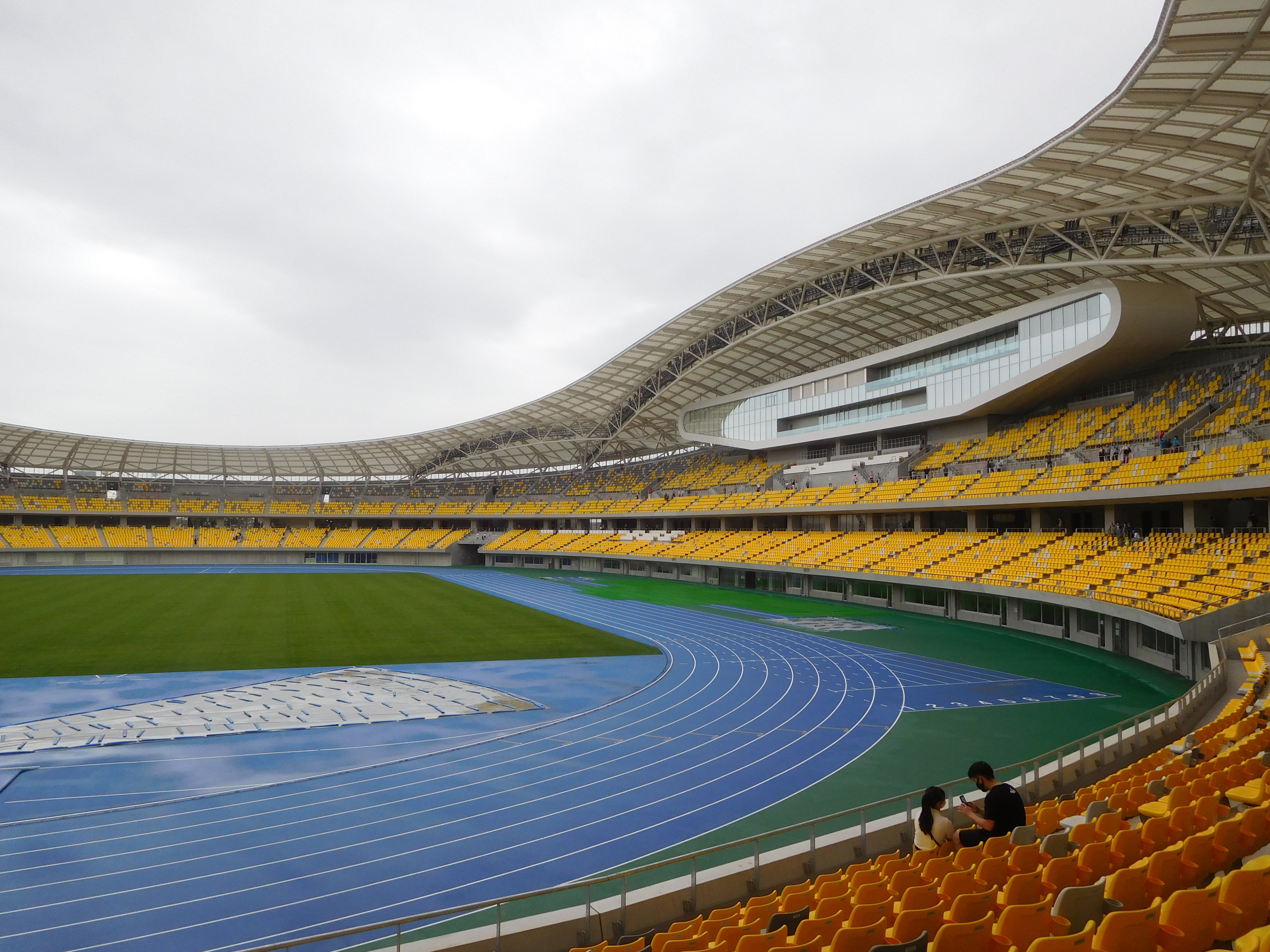

도치기 SC(栃木SC)는 일본 도치기현 우쓰노미야시를 연고지로 하는 J리그 축구팀이다.
특이하게도, 도치기는 J리그에서 이 단어의 발생을 최소화하려는 일본 축구협회의 노력에도 불구하고 그들의 영문 이름에 '축구(Soccer)'라는 단어를 지니고 있는 유일한 축구팀이다. 이 클럽의 엠블렘은 다른 클럽들에게 매우 매력적이어서 홍콩 1부 리그의 타이충 FC와 같은 팀이 이들의 엠블럼을 카피하였다.

## 역사
1953년에 도치기현의 교사들이 클럽을 창설하였다. 그들은 원래 그들 자신들을 설명하는 '도치기 교원 축구부'로 불리었다. 1994년에 그들은 다른 직업을 가진 선수들을 받아들이기 시작했고 그들 스스로를 도치기 축구 클럽이라고 개명하였다. 1999년, 도치기는 관동 주 리그에서 우승하였고 주 리그 플레이오프에서 준우승하여 일본풋볼리그로 승격하였다. 2005년 3월, 그들은 프로팀으로의 전환을 고려하고 J리그팀으로서의 지위를 얻기 위한 태스크포스팀을 발족할 것이라고 공표하였다.
2007년 1월 그들은 J리그 연합 회원으로서의 지위를 얻었고 2008년 11월 16일 그들은 J리그로의 승격을 위한 자격을 획득하였다. 12월 1일 J리그로 승격되었고 2009년부터 J2리그에서 뛰고 있다. 2015시즌에 도치기 SC는 J2리그 최하위를 기록해 J3리그로 강등되었다. 강등 첫 시즌인 2016시즌은 2위를 기록해서 승격하지 못했다. 2017시즌에도 2위를 기록했으나 J3리그를 우승한 블라우블리츠 아키타가 라이센스를 발급받지 못하면서 J2리그로 승격하게 되었다.

## J리그에서의 기록
| 시즌   | 리그 | 팀 수 | 순위 | 평균 관중 | J리그 컵 | 천황배  |
| ------ | ---- | ----- | ---- | --------- | -------- | ------- |
| 2009년 | J2   | 18    | 17   | 4,706     | -        | 2라운드 |
| 2010년 | J2   | 19    | 10   | 4,157     | -        | 3라운드 |
| 2011년 | J2   | 20    | 10   | 4,939     | -        | 3라운드 |
| 2012년 | J2   | 22    | 11   | 3,850     | -        | 2라운드 |
| 2013년 | J2   | 22    | 9    | 4,922     | -        | 3라운드 |
| 2014년 | J2   | 22    | 12   | 5,924     | -        | 2라운드 |
| 2015년 | J2   | 22    | 22   | 5,162     | -        | 1라운드 |
| 2016년 | J3   | 16    | 2    | 4,917     | -        |         |
| 2017년 | J3   | 16    | 2    | 5,147     | -        |         |

## 선수 명단

### 현역
참고: FIFA 자격 규정에 따라 소속된 국가대표팀 국기를 표시합니다. 선수는 복수의 FIFA 비회원국 국적을 가지고 있을 수 있습니다.
| 번호 | 포지션 | 국적       | 이름                  |
| ---- | ------ | ---------- | --------------------- |
| 9    | FW     | 나이지리아 | 오리그바조 이스마일라 |
| 21   | GK     |            | 김민준                |

| 번호 | 포지션 | 국적 | 이름          |
| ---- | ------ | ---- | ------------- |
| 33   | DF     |      | 라파엘 코스타 |

## 역대 감독
| 감독              | 임기      |
| ----------------- | --------- |
| 하시라타니 고이치 | 2007~2008 |
| 마쓰모토 이쿠오   | 2013      |
| 타사카 카즈아키   | 2020~2021 |
| 도키사키 유       |           |